# Table des caractères Unicode/U2580
Cette page contient des caractères spéciaux ou non latins. S’ils s’affichent mal (▯, ?, etc.), consultez la page d’aide Unicode.
Table des caractères Unicode U+2580 à U+259F.

## Pavés
Jeu de symboles géométriques sous forme de pavés rectangulaires (noirs de hauteur ou largeur variable, ou finement grisés, ou mosaïques noirs 2×2) inscrits dans des rectangles de taille constante et jointifs entre eux. Symboles utilisables pour le tracé de graphiques simples, ou le tracé de boîtes rectangulaires avec une police de caractères de chasse fixe.

### Table des caractères
| en fr  | 0 | 1 | 2 | 3 | 4 | 5 | 6 | 7 | 8 | 9 | A | B | C | D | E | F |
| ------ | - | - | - | - | - | - | - | - | - | - | - | - | - | - | - | - |
| U+2580 | ▀ | ▁ | ▂ | ▃ | ▄ | ▅ | ▆ | ▇ | █ | ▉ | ▊ | ▋ | ▌ | ▍ | ▎ | ▏ |
| U+2590 | ▐ | ░ | ▒ | ▓ | ▔ | ▕ | ▖ | ▗ | ▘ | ▙ | ▚ | ▛ | ▜ | ▝ | ▞ | ▟ |